# Niederösterreich (A604)
Niederösterreich (A604) byl říční hlídkový člun rakouské armády. Mezi jeho hlavní úkoly patřilo hlídkování, průzkum a podpora vodní policie. V operační službě byl v letech 1970–2006. Zařazen byl do 1. obrněné brigády rakouské armády. Po vyřazení byl uchován jako muzejní loď.

## Stavba

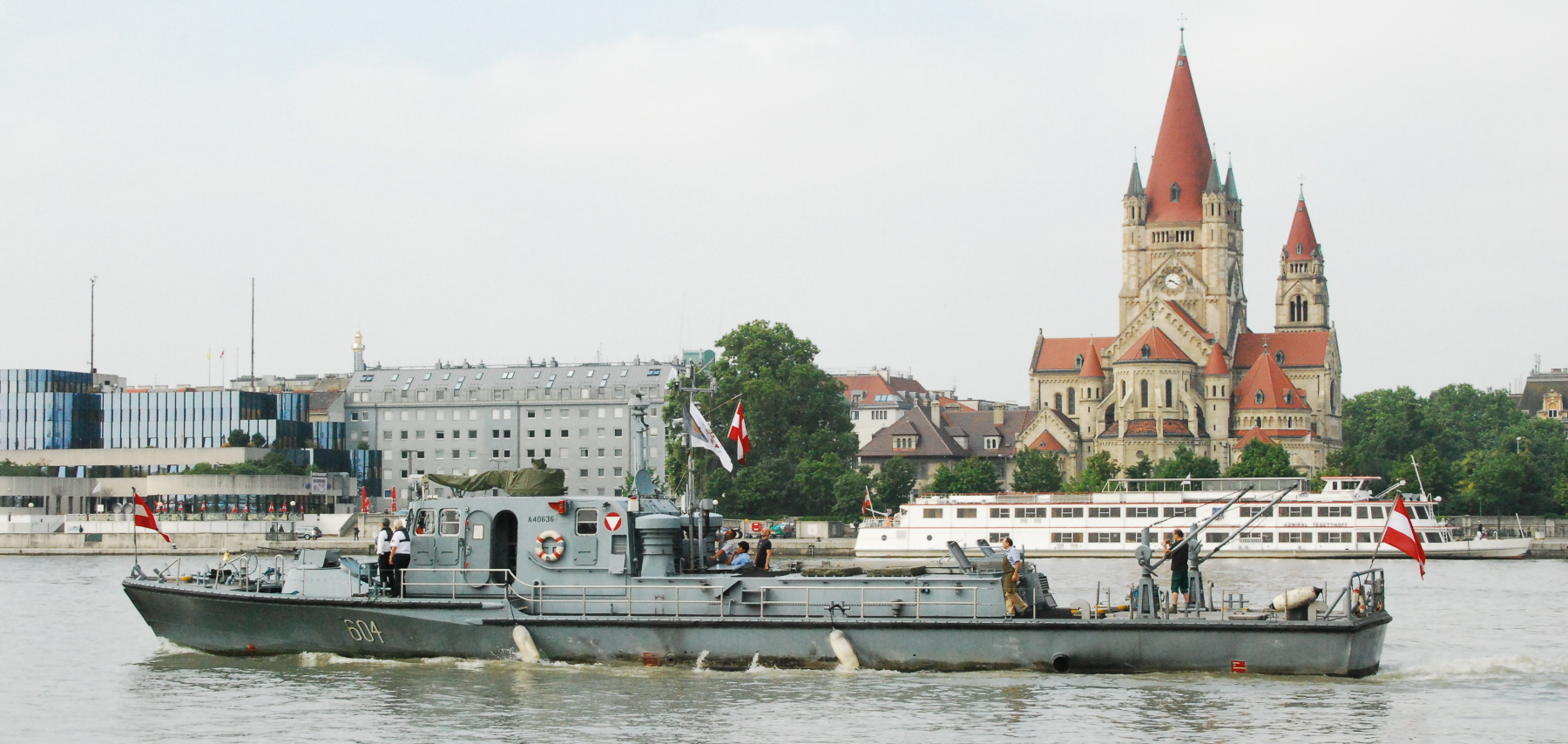
Niederösterreich

Rakousko po druhé světové válce neobnovilo svou říční flotilu. Od roku 1958 armáda provozovala pouze hlídkový člun Oberst Brecht (A601). Na konci 60. let vznikl plán na stavbu deseti hlídkových člunů nové generace, avšak z finančních a politických důvodů byl postaven pouze prototypový člun Niederösterreich. Stavba jeho sesterských lodí byla zrušena. Člun se tak stal druhým a posledním plavidlem plánované říční flotily rakouské armády. Člun postavila loděnice Korneuburg Werft v Korneuburgu. Na vodu byl spuštěn roku 1969 a do služby byl přijat v dubnu 1970.

## Konstrukce

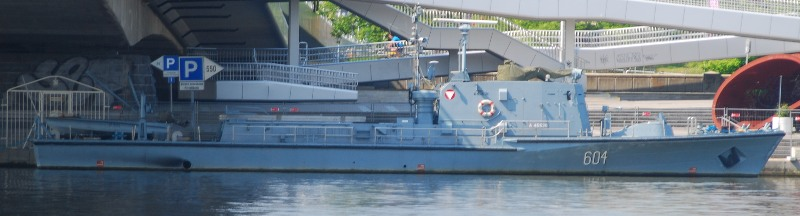
Vyřazený hlídkový člun Niederösterreich zakotvený roku 2008 ve Vídni

Plavidlo bylo vyzbrojeno 20mm kanónem Oerlikon a 84mm pancéřovkou Carl Gustav M2, které doplnil jeden 12,7mm kulomet M2 Browning a dva 7,62mm kulomety MG 74. Pohonný systém tvoří dva diesely V16, každý o výkonu 810 hp. Nejvyšší rychlost dosahuje 22 uzlů. Dosah je 900 námořních mil.